# Fuentearmegil
Fuentearmegil és un municipi de la província de Sòria, a la comunitat autònoma de Castella i Lleó. Té com a pedanies Fuencaliente del Burgo, Santervás del Burgo i Zayuelas.